# Chance (X-Files)
Chance (The Goldberg Variation) est le 6e épisode de la saison 7 de la série télévisée X-Files. Dans cet épisode, Mulder et Scully enquêtent sur un homme incroyablement chanceux traqué par des malfrats.
L'épisode, au ton assez humoristique, était prévu plus tôt dans la saison mais a été déplacé car les producteurs voulaient diffuser en priorité des épisodes effrayants. Willie Garson apparaît pour la deuxième fois, et dans un rôle différent, dans un épisode de la série. La phase de montage a été particulièrement difficile. L'épisode a été globalement bien accueilli par la critique.

## Résumé
À Chicago, Henry Weems gagne 100 000 $ au poker en jouant contre le mafieux Jimmy Cutrona et en bénéficiant d'une chance incroyable. Suspectant une tricherie, Cutrona le fait jeter du 30e étage d'un immeuble par ses hommes de main. Weems tombe dans un trou mais en sort indemne et quitte les lieux. Alertés par des témoignages de ce fait divers inhabituel, Mulder et Scully enquêtent sur le cas. Ils découvrent que l'homme a atterri sur un chariot de linge et remontent sa piste grâce à un œil de verre lui appartenant trouvé dans le chariot.
Mulder et Scully interrogent Weems, homme à tout faire de son immeuble et fasciné par les machines de Goldberg, mais celui-ci refuse de témoigner contre Cutrona. Peu après leur départ, un homme de main de Cutrona arrive pour tuer Weems mais est lui-même victime d'une improbable réaction en chaîne d'événements. Fouillant dans le passé de Weems, Mulder découvre qu'il est le seul survivant d'un crash d'avion survenu en 1988 et qu'il vit depuis lors dans un total anonymat. Weems achète un ticket à gratter et gagne 100 000 $ mais le jette en apprenant que la somme lui sera versée sur une durée d'un an. Un homme ramasse le ticket, malgré les mises en garde de Weems, et se fait renverser par un camion en sortant dans la rue.
Alors que Mulder interroge Weems à nouveau, un autre mafieux survient mais la balle qu'il tire ricoche et le tue. Weems avoue alors à Mulder et Scully qu'à chaque fois qu'il a de la chance, quelqu'un dans son entourage en paie le prix et que c'est pour cela qu'il réduit au minimum ses contacts avec les gens. Néanmoins, il a besoin de 100 000 $ pour payer le traitement expérimental qui peut sauver la vie du jeune Richie Lupone, le fils gravement malade de sa voisine du dessus. Peu après, Weems est blessé après avoir à son tour été heurté par un camion alors qu'un autre malfrat était sur le point d'attenter à sa vie. Cutrona enlève la mère de Richie, et Weems vient se livrer pour qu'il la relâche. Alors que Cutrona est sur le point d'éliminer Weems, une nouvelle série d'événements improbables se produit, conduisant à la mort du malfrat. Il s'avère alors que Cutrona était donneur d’organes et qu'il est d'un groupe sanguin très rare, compatible avec Richie. Celui-ci subit une greffe avec succès.

## Distribution
- David Duchovny : Fox Mulder
- Gillian Anderson : Dana Scully
- Willie Garson : Henry Weems
- Alyson Reed : Maggie Lupone
- Ramy Zada : Jimmy Cutrona
- Tony Longo : Dominic
- Shia LaBeouf : Richie Lupone
- Marshall Manesh : Jank
- Nicholas Worth : Haas

## Production

### Préproduction
Le titre de l'épisode fait à la fois référence à Rube Goldberg, célèbre pour être le créateur de machines très complexes conçues pour exécuter des tâches très simples, et aux Variations Goldberg, œuvre musicale de Jean-Sébastien Bach. Le scénariste Jeffrey Bell déclare qu'il désirait que l'épisode fonctionne comme une machine de Goldberg et qu'il a donc écrit une histoire tournant autour de la chance.
Il était prévu initialement que Henry Weems fasse une chute de 30 000 pieds après être tombé d'un avion lors de la scène d'ouverture de l'épisode, mais cette introduction est modifiée pour une raison budgétaire, Bell réécrivant son script pour y ajouter une intrigue impliquant des mafieux. Le scénario, au ton assez humoristique, est accueilli avec un mélange d'enthousiasme et de circonspection par l'équipe de production car celle-ci a appris au cours de la saison précédente que ce genre d'épisode a autant d'amateurs que de détracteurs. Il est finalement accepté mais est déplacé un peu plus tard dans la saison car la production tient à ce que les premiers épisodes de celle-ci soient effrayants.
À l'encontre d'une tradition longuement établie dans la série, Willie Garson, qui avait déjà joué dans l'épisode Corps astral de la troisième saison, est choisi pour interpréter Henry Weems car il apparaît lors du casting qu'il est le meilleur choix pour ce personnage.

### Tournage et montage
La plus grande difficulté qui survient est la création des machines de Goldberg mais le département artistique bénéficie pour cela d'un surcroit de temps grâce au déplacement de l'épisode plus tard dans la saison. Gillian Anderson affirme que les scènes avec les machines ont demandé beaucoup de patience aux acteurs car de multiples prises devaient être réalisées en raison de leur fonctionnement aléatoire.
Le montage de l'épisode est laborieux car les scènes ne s'enchaînent pas assez bien entre elles et, quand les monteurs arrivent à un résultat jugé satisfaisant, l'épisode est trop court de quatre minutes. D'autres plans des machines de Goldberg sont donc insérés, et une scène supplémentaire de discussion entre Mulder et Scully doit être tournée quelques mois après le tournage principal. Gillian Anderson doit porter une perruque lors de son tournage car sa coupe de cheveux a entretemps considérablement changé.
Le résultat final est très apprécié par l'ensemble de l'équipe de la série. Chris Carter le qualifie de « compact, amusant, touchant et original à la fois ». Vince Gilligan se déclare impressionné et note que l'épisode est très représentatif de la saison dans son ensemble. Il ajoute que cette saison compte selon lui parmi les meilleures de la série car les scénaristes « ont pris plus de risques narratifs que lors des saisons précédentes ».

## Accueil

### Audiences
Lors de sa première diffusion aux États-Unis, l'épisode réalise un score de 8,8 sur l'échelle de Nielsen, avec 13 % de parts de marché, et est regardé par 14,49 millions de téléspectateurs.

### Accueil critique
L'épisode a reçu un accueil globalement favorable de la critique. Juliette Harrisson, du site Den of the Geek, affirme que c'est le meilleur épisode standalone de la saison, estimant que les épisodes optimistes sont rares dans la série et que celui-ci en est un parfait exemple, étant le « plus réconfortant de la saison » sans être mièvre pour autant. Dans son livre, Tom Kessenich évoque un épisode très divertissant qui est « fin, léger et un peu excentrique ». Pour Kenneth Silber, du site space.com, l'épisode se détache du lot par « son astuce et sa drôlerie ».
Paula Vitaris, de Cinefantastique, lui donne la note de 3/4, mettant en avant l'interprétation de Willie Garvin et le « charme naturel » de l'épisode. Todd VanDerWerff, du site The A.V. Club, lui donne la note de B+, évoquant un épisode qui, « sans aller au-delà de son côté astucieux et fantaisiste », n'en demeure pas moins suffisamment tendre et amusant pour être très plaisant à suivre. Dans leur livre sur la série, Robert Shearman et Lars Pearson lui donnent la note de 3/5, le comparant à une « petite babiole bien intentionnée » dont l'ensemble n'est pas supérieur à la somme de ses parties mais qui reste agréable. 
Pour le site Le Monde des Avengers, l'épisode démarre « comme un récit plein d’esprit, d’inventivité et d’humour noir réjouissant », porté par le « jeu très plaisant de Willie Garson », mais « dévie brusquement de sa brillante trajectoire initiale pour s’écraser sur le terrain spongieux et dégoulinant de la série hospitalière » et devient « d’une épuisante prévisibilité ».

## Commentaires
Dans cet épisode, il est beaucoup question de chances et de hasard. De plus, l'enfant a besoin d'une greffe.